# Giovanni di Casali
Giovanni (o Johannes) di Casali (o da Casale; c.1320 - después de 1374) fue un fraile de la Orden Franciscana, un filósofo natural y un teólogo, autor de obras sobre teología y la ciencia, y un legado papal.
Nació en Casale Monferrato hacia 1320 y entró en la orden franciscana en la provincia de Génova. Fue profesor en el estadio franciscano de Asís de 1335 a 1340. Posteriormente fue lector en Cambridge ca. 1340-1341, donde se encontró con la física matemática desarrollada por los Calculadores de Merton College. También fue un inquisidor en Florencia, y un lector en Bolonia desde 1346 hasta ca. 1352. En 1375 el Papa Gregorio XI lo nombró legado papal a la corte del rey Federico de Sicilia.
En 1346 aproximadamente, escribió un tratado sobre la velocidad del movimiento de alteración, que se imprimió posteriormente en Venecia en 1505. En él se presenta un análisis gráfico del movimiento de los cuerpos acelerados. Sus enseñanzas en la física matemática influyó en estudiosos de la Universidad de Padua y, se cree, en última instancia, pudieron haber tenido una influencia en las ideas similares presentadas más de dos siglos después por Galileo Galilei.
- Datos: Q1698735